# برغل بكوسا
برغل بكوسا هو وصفة من المطبخ السوري وتعتبر من أشهر الوصفات التي تحضّر في الشام. تتكوّن من الكوسا، البرغل، اللحم المفروم، السمن، الكزبرة، الثوم، الفلفل والملح.
تحتوي وجبة البرغل بكوسا (300غ تقريباً) على المعلومات الغذائية التالية:
- السعرات الحرارية: 522
- الدهون: 31
- الدهون المشبعة: 9
- الكوليسترول: 59
- الكاربوهيدرات: 41
- البروتينات: 25

## وصلات خارجية
وصفة البرغل بكوسا مع معلوماتها الغذائية